# Khumbuce
Khumbuce je hora vysoká 6636 m n. m. na hranici mezi Nepálem a Čínskou lidovou republikou.

## Charakteristika

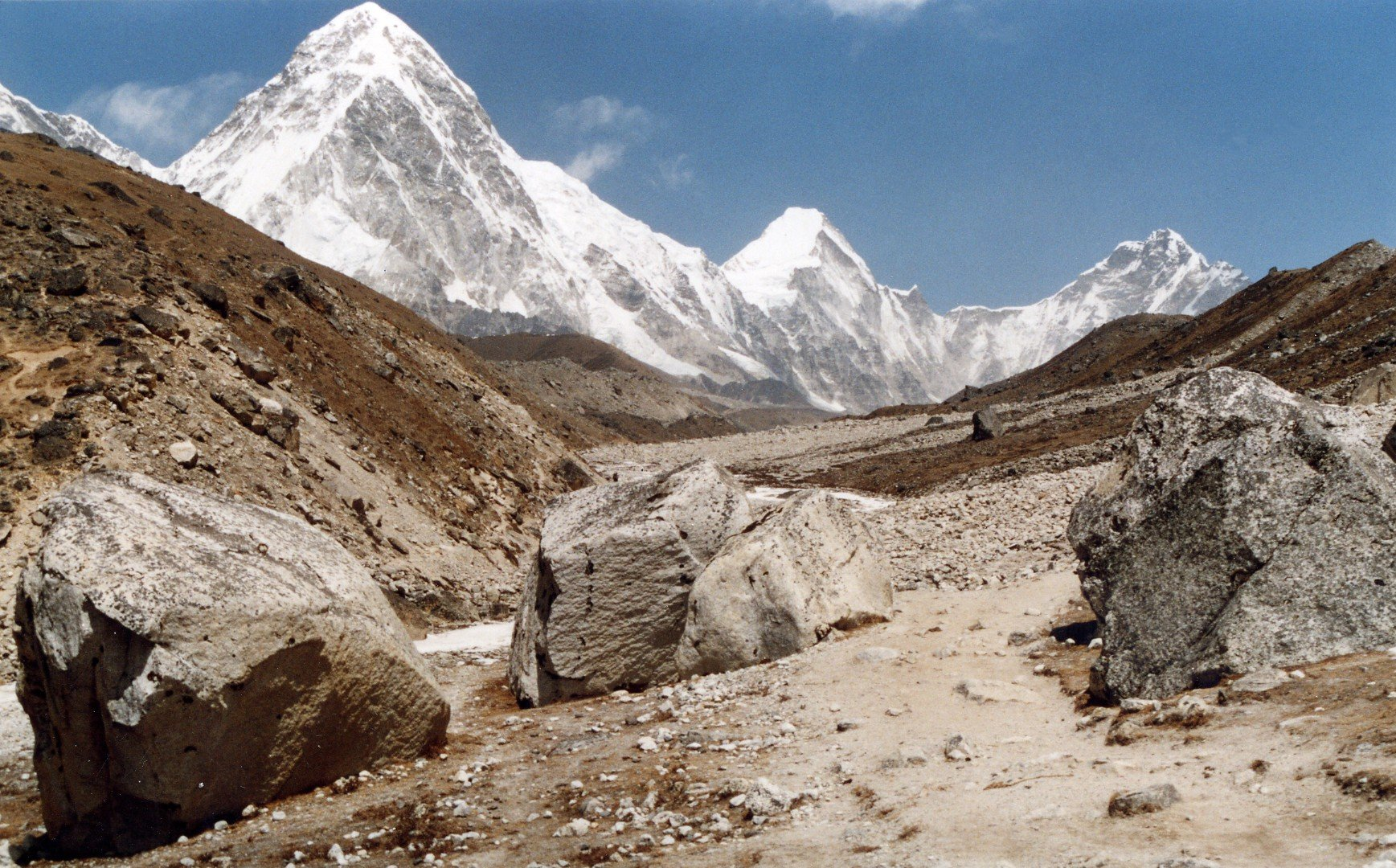
Pumori, Lingtren a Khumbuce

Khumbutse leží jako první hora západně od Mount Everestu. Název Khumbuce naznačuje jeho polohu v čele údolí Khumbu, do které proudí ledovec Khumbu. Je to jeden z prominentních vrcholů nad základním táborem pod Mount Everestem a je vidět v mnoha pohledech z nedalekých turistických tras. 